# بترل رمادي
بترل رمادي (الاسم العلمي: Procellaria cinerea) هو نوع من فصيلة طيور بترل.